# Jelka
Jelka (Hongaars: Jóka) is een Slowaakse gemeente in de regio Trnava en maakt deel uit van het district Galanta.
Jelka telt 3.972 inwoners. De tweederdemeerderheid van de bevolking is etnisch Hongaars.

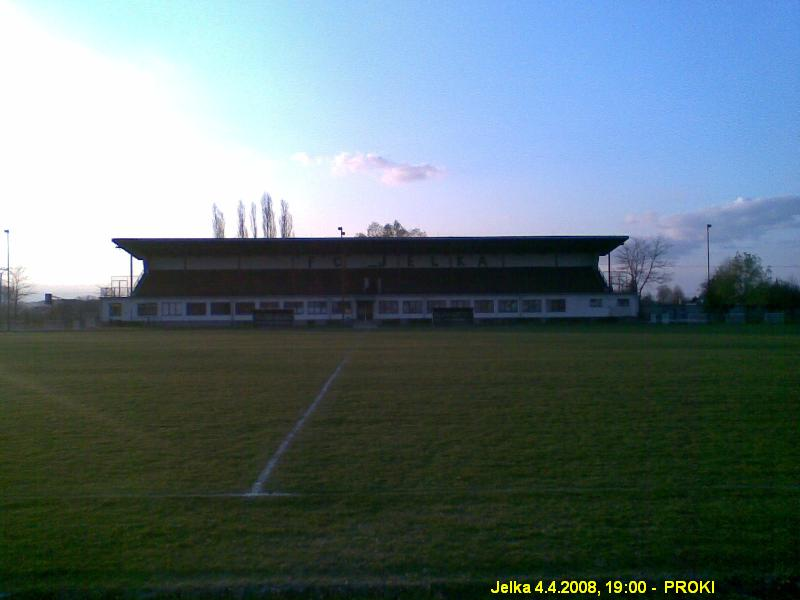
Jelka